# الجماجم (السدة)

تعديل مصدري - تعديل

الجماجم محلة تابعة لقرية المذابب، التابعة لعزلة التويتي بمديرية السدة إحدى مديريات محافظة إب في الجمهورية اليمنية.، بلغ تعداد سكانها 86 حسب تعداد اليمن لعام 2004.